# Max (bokserie)
Max är en serie barnböcker, skapade av författaren Barbro Lindgren och med illustrationer av Eva Eriksson.
Det är oklart om personen Max är identisk med en annan figur som skapats av Lindgren och Eriksson, nämligen Den vilda bebin, men det finns många saker som tyder på det, förutom den rent bildmässiga likheten mellan Max och hans mamma och Den vilda bebin och dennes mamma skaffar sig den vilda bebin en hund som är likadan som den som förekommer i Max-böckerna.
Vid 400-årsfirandet av den svenska barnboken 1991 gjorde Lindgren och Eriksson en Max-bok för vuxna, Titta Max grav! som handlar om hur Max växer upp till en TV-tittande banktjänsteman, skaffar sig fru och barn och till sist dör. Författarna kallar denna bok för den första svenska pekboken för vuxna.

## Max-serien
- Max bil - 1981
- Max kaka - 1981
- Max nalle - 1981
- Max balja - 1982
- Max boll - 1982
- Max lampa - 1982
- Max potta - 1986
- Max dockvagn - 1986
- Titta Max grav! - 1991
- Max blöja - 1994
- Max napp - 1994